# Hans von Berlepsch (Kämmerer)
Hans von Berlepsch (* 2. September 1531 in Kassel; † 14. März 1593) war Herr auf Großbodungen, Welsbach und Buhla und landgräflicher Erbkämmerer.

## Leben

### Herkunft und Familie
Hans von Berlepsch entstammte dem Haus Berlepsch, einem alten hessischen Adelsgeschlecht, das sich nach der Zerstörung seiner südniedersächsischen Stammburg Barlissen  im 14. Jahrhundert an der Werra festsetzte, wo es bereits im Besitze mehrerer Güter war. Er war der Sohn des  Hans Sittich von Berlepsch (1480–1533) und dessen Gemahlin Beate von und zu Ebeleben. Seine Geschwister waren Apel († 1570) und Kaspar (1526–1573). 1561 heiratete er Anna Riedesel zu Eisenbach († 1573). Aus der Ehe ging der Sohn Kasper (1550–1628, 16. Erbkämmerer) hervor. In zweiter Ehe war Hans mit Margarethe Witwe von Boineburg geb. von der Tann verheiratet.
Landgraf Wilhelm IV. von Hessen ernannte ihn zum Diener des Hauses Hessen. Vom 28. April 1576 bis zum 17. Juni 1588 bekleidete er das Amt des landgräflichen Rates und war zugleich
Erbkämmerer, eines der höchsten Hofämter im hessischen Adel. Arnold von Berlepsch, einer seiner Vorfahren, hatte im Jahre 1369 vom Landgrafen Heinrich II. das erbliche Amt des Kämmerers erhalten.
Bis zum Jahre 1968, dem Jahr der Abschaffung der Hofämter in Deutschland durch Papst Paul VI., bekleidete jeweils der älteste in Hessen landsässige Berlepsch – mit Unterbrechung – das damalige Amt des Erbkämmerers von Hessen.